# Les Ollières-sur-Eyrieux
 Les Ollières-sur-Eyrieux é uma comuna francesa na região administrativa de Auvérnia-Ródano-Alpes, no departamento de Ardèche. Estende-se por uma área de 7,58 km². Em 2010 a comuna tinha 1 011 habitantes (densidade: 133,4 hab./km²).